# 中村瑞季
中村 瑞季（なかむら みずき）は、NHKのアナウンサー。

## 人物・来歴
青森県出身。
学習院女子中・高等科、学習院大学法学部を卒業後、2023年4月、地域職員としてNHKに入局。初任地は、青森放送局。

## 嗜好・挿話
- 趣味は、音楽鑑賞。好きな言葉は、「忠恕」[1]。
- 学習院女子高等科時代は、オーケストラに所属していた。
- 大学時代は、鎮目征樹のゼミで刑法を学んでいた。
- 2023年5月28日放送の『どーも、NHK』に出演し、自己紹介では「青森局の中村瑞季です。青森生まれでねぶた祭りの鈴の音を聞くと血が騒ぎます。この暑い胸を思いに県内各地を駆け巡ります」とアピールした。
- NHKは令和改革により人事制度が改められ、中村は地元である東北地方での勤務を希望。このため「地域勤務採用」となり、同期の多くと異なり地元青森でキャリアをスタートさせることとなった。
- 2023年6月6日放送のラジオニュースで、初鳴きを果たした[2][3]。

## 現在の担当番組
- 青森県のニュース・気象情報・中継・リポート

## 過去の出演番組

### 青森放送局時代（2023年度 - ）
- どーも、NHK（2023年5月28日・新人お披露目）
- あおもりもりもり（不定期・中継等）